# Beto Zabaleta
Alberto Luis Zabaleta Celedón (El Molino, 17 de mayo de 1957) es un cantante colombiano de  vallenato. Comenzó su carrera en 1977 al lado del acordeonero Emilio Oviedo, luego se une a Alberto "Beto" Villa, con quien creó la agrupación "Los Betos", la cual grabó 16 trabajos musicales en 10 años.

## Trayectoria
Los Betos firmaron contrato con CBS (hoy Sony Music) y grabaron la producción «Déjenme quererla», así mismo siguieron adelante con sus producciones entre las que se destacan «Por quererte tanto», «Regalo mis canciones» y «Parrandas inolvidables» (con la cual obtuvieron su primera gira internacional por Estados Unidos). Luego se destacaron temas como «Benditos versos» y «Quiero olvidarte» de sus siguientes álbumes, a finales de 1987 graban su último álbum titulado «Canciones lindas».
El dúo Los Betos decidió separarse el 10 de julio de 1988 en Barranquilla, cada uno al comando de su propia organización musical. Beto Villa hizo fórmula con Poncho Zuleta y Beto Zabaleta con Orángel «el Pangue» Maestre. 
Beto Zabaleta con Orangel «el Pangue» Maestre mantuvo la razón social de la agrupación Los Betos y presentó cinco producciones, de las cuales surgieron éxitos como «Alégrate porque vengo», «Mi media naranja», «Mi amor ideal», «Nací para adorarte» y «Amor eterno», entre otras. Pero en 1993 regesa Beto Zabaleta con Beto Villa un regreso triunfal con la producción <<De nuevo Zabaleta y Villa>> con varios éxitos que fueron seguidas hasta la fecha como <<Eternamente>>, <<Un mundo de melodías>>, <<Un collar de versos>>, <<Enamorándote>>, <<Con toda el alma>>, <<Corazon.com>> 
En 2000 graba el álbum «Canto y acordeón» con Emiliano Zuleta. En 2001 invita a Franco Argüelles y graban el álbum «Celebrando», el cual marcó la celebración de los 25 años de vida artística de Beto. En 2002 se une a Gregorio «Goyo» Oviedo, grabando la producción «Volví a soñar», destacándose canciones como «La formulita», «Volvi a soñar», «Un compromiso contigo», «Tu hombre soy yo», «El besito», entre otros, con el cual lograron obtener disco de platino.

## Discografía
| Álbumes de estudio - 1976: Recordaciones. - 1977: La ley del embudo. - 1978: Lo máximo. - 1979: Triunfadores. - 1980: El cantor triunfante. - 1981 - 1: Orgullo Guajiro. - 1981 - 2: Para todos. - 1982 - 1: Hasta aquí llegamos - 1982 - 2: Déjenme quererla. - 1983: Regalo mis canciones. - 1984: Por quererte tanto. - 1985: Parrandas inolvidables. - 1986: De nuevo los buenos. - 1987: Canciones lindas. - 1988: Alegrarte porque vengo. - 1989: Siempre pienso en ti. - 1990: Lazos de hermandad. - 1991: Dios y yo. - 1992: Un líder y un rey. - 1993: De nuevo Zabaleta y Villa. - 1994: Eternamente. - 1995: Mundo de melodías. - 1996: Un collar de versos. - 1997: Enamorándote. - 1998: Con toda el alma. - 1999: Corazon.com. - 2000: Canto y acordeón. - 2001: Celebrando. - 2002: Volví a soñar. - 2004: De fiesta por Colombia. - 2005: En nombre del amor. - 2007: Los Betos 100%. - 2008: Nueva imagen. - 2011: En la jugada. - 2012: Enamorado de ti. - 2014: Clase y estilo. |